# (14092) Gaily
(14092) Gaily (1997 MC8) – planetoida z pasa głównego asteroid okrążająca Słońce w ciągu 4,45 lat w średniej odległości 2,7 j.a. Odkryta 29 czerwca 1997 roku.